# Smithsonian Miscellaneous Collections
Smithsonian Miscellaneous Collections (abreviado Smithsonian Misc. Collect.) fue una revista con ilustraciones y descripciones botánicas que fue editada en Estados Unidos por el Instituto Smithsoniano. Se publicaron 153 números desde el año 1862 hasta 1969. Fue reemplazada por Smithsonian Contributions to Botany y  Smithsonian Contributions to the Marine Sciences.